# Kornelis Heiko Miskotte
Kornelis Heiko Miskotte (Utrecht, 23 september 1894 - Voorst, 31 augustus 1976) was een Nederlands protestants theoloog, een vertegenwoordiger van de dialectische theologie.

## Leven
Miskotte werd geboren in een orthodox-christelijk gezin. Na het christelijk gymnasium studeerde hij van 1914 tot 1920 in zijn geboortestad Utrecht theologie, waar de ethische theologie van J.H. Gunning jr. hem aansprak. Gunning leerde een bewuste synthese van moderne cultuur en Bijbelse openbaring. Van de neokantiaan B.J.H. Ovink onderging hij filosofische invloed. Miskotte had van jongs af grote liefde voor de natuur (bossen, bomen) gekoesterd en kende de romantische neiging om op te gaan in het Al-Ene. Als student begon hij deze gevoelens te wantrouwen als heidens. Onder invloed van het werk van Henriette Roland Holst werd hij socialist. De theoloog in hem putte inspiratie uit het Oude Testament. Vanuit beide bronnen kon hij strijden tegen het lot en voor een Messiaanse wereld (heilstaat). In 1946 verloor Miskotte zijn vrouw en een dochter na een fataal feestmaal - de haringsalade bleek besmet met tyfus. Later hertrouwde hij met Jannie van Pienbroek. Hij ging op zijn 65e met vervroegd emeritaat, lichamelijk en psychisch op. Na zijn emeritaat verhuisde hij naar Voorst waar hij op 31 augustus 1976 stierf.

#### Karl Barth
Na zijn studie was Kortgene in Noord-Beveland van 1921 tot 1925 de eerste gemeente van ds. Miskotte, de  "rooie dominee". Zijn preken en de artikelen in het door hem zelf uitgegeven gemeenteblaadje (later uitgegeven onder de titel Als een die dient...) waren soms te hoog gegrepen voor zijn gemeenteleden, hetgeen hem teleurstelde. In 1923 trouwde hij met Cornelia Johanna Cladder, een diepgelovige en mystiek aangelegde vrouw, bij wie hij vijf kinderen zou krijgen.
In 1925 werd Heiko Miskotte beroepen in Meppel. In deze periode publiceerde hij veel over literatuur (Henriëtte Roland Holst, Thomas Mann e.a.). Indrukwekkende radiopreken gaven hem landelijke bekendheid, onder meer als pleitbezorger in Nederland van de Zwitserse theoloog Karl Barth. Als een van de eerste orthodoxe Nederlandse predikanten sloot hij zich aan bij de SDAP. In zijn domineeschap te Haarlem vanaf 1930 publiceerde hij vele Bijbelstudies en preken. Ook voltooide hij zijn proefschrift Het wezen der Joodsche Religie (1932), dat zijn uitgangspunt had in een studie over Hermann Friedrich Kohlbrugge, van wie de uitspraak stamt: "Als ge de Thora begrijpt, begrijpt ge de gehele Bijbel".
Miskotte noemde het de boezemzonde van de kerk, wanneer men stelde dat men in de kerk met de Schrift het Woord van God bezit. Over de prediking moest men daarom niet spreken als 'bediening van het Woord', maar van 'dienst aan het Woord'.

#### Relatie tot het jodendom
In zijn dissertatie behandelt hij het jodendom op fenomenologische wijze en introduceert denkers als Hermann Cohen, Max Brod, Franz Rosenzweig, Ernst Bloch en Martin Buber bij het Nederlandse publiek. Deze joodse denkers worden zo uitgebreid, met zoveel begrip en sympathie behandeld, dat ook joden dit werk als een betrouwbare inleiding in het joodse denken beschouwen. Voor Miskotte is duidelijk: christelijke zending bedrijven onder de joden kan niet; het jodendom ziet hij als een vorm van humanisme, waarin de mens - in de lijn van Rosenzweig - zelf de rol van verlosser gaat vervullen, waarbij het gevaar is dat men God of Zijn Zoon niet nodig heeft (God en werkelijkheid zouden te veel samenvallen). Heel positief beoordeelt hij echter de Thora die het volk Israël wegroept van de heidense verering van het hier en nu. In 1933 was Hitler aan de macht gekomen, maar zijn ideeën waren al bekend (uit Mein Kampf); Miskotte wijst hierop en waarschuwt er hartstochtelijk tegen. Niettemin verzette Miskotte zich al in de jaren 30 ook tegen een opvatting van het Verbond als een historisch-biologisch gegeven. Hij keerde zich tegen een "natuurlijke Israëltheologie" en sprak over een "Israël-hobby" onder sommige christenen, die Israël tot "een heidens, semi-sacraal gegeven" dreigen te maken: "het levende volk, het zaad Israëls".

#### In verzet tegen het nationaalsocialisme
In 1938 werd Amsterdam zijn vierde gemeente. Hier kreeg hij onder meer de opdracht om de buitenkerkelijken in Zuid te bereiken. In Amsterdam verscheen zijn tweede grote fenomenologische studie Edda en Thora (1939), een vergelijking tussen de Germaanse en de joodse religie over thema's als Schepping, Lot, Deugd e.d.. Het nazisme wordt nu duidelijk aangeduid als het "nieuwe heidendom", met alle gevaren van dien. Miskotte definieert heidendom als aangeboren of natuurlijke religie, als volksreligie, waarin de mens zich uitleeft. Aan de natuur moeten echter beperkingen of grenzen worden opgelegd, hetgeen gebeurt wanneer christen en jood zich laten gezeggen door Gods leer. Uit Bijbelleeskringen en discussiegroepen in Amsterdam-Zuid kwam het boekje Bijbelsch ABC (1941) voort. Alleen de mens die de grondwoorden (Leer, Naam, Daad, Woord, Weg, Heiliging e.a.) kent, als de letters van het leesplankje, is gewapend tegen het moderne nihilisme. Door zijn openlijk verzet tegen het nationaalsocialisme en fascisme was Miskotte geliefd bij gelovigen en ongelovigen. Ook onderhield hij contacten met het ondergronds verzet en gaf onderdak aan joodse medeburgers.

#### Criticus van het nihilisme
Na de Tweede Wereldoorlog, in 1945, werd Miskotte benoemd tot kerkelijk hoogleraar aan de Rijksuniversiteit Leiden, waar hij de orthodox-protestantse theologie à la Karl Barth uitdroeg. Hij richtte daartoe het tijdschrift In de Waagschaal op. Kort na de oorlog deed zich een dramatische gebeurtenis voor: na afloop van de bruiloftsmaaltijd van een joodse onderduikster kregen de bruidegom, mevrouw en een dochter Miskotte verschijnselen van voedselvergiftiging en stierven. Mogelijk als gevolg hiervan kwam Miskotte langzaam op gang. Zijn derde hoofdwerk Als de goden zwijgen - Over de zin van het Oude Testament (1956) behandelt nog eenmaal in den brede de relatie tussen Israëls God en het heidendom, een cultuurkritische studie over het nihilisme dat heeft afgerekend met God en goden. Miskotte was voorzitter van de commissie voor de Nieuwe Psalmberijming. Deze berijming kwam enkele jaren later terecht in het Liedboek voor de Kerken van 1973. Om gezondheidsredenen ging hij eind 1959 met emeritaat.
Tot zijn dood in 1976 woonde Miskotte in Voorst. In 1961 verscheen de feestbundel Woord en wereld, in 1964 kreeg hij een eredoctoraat van de universiteit van Glasgow. Na zijn dood liet Miskotte een enorm archief achter, bestaande uit dagboeken, brieven, preken, opstellen en een omvangrijke bibliotheek.

## Archief
Het persoonlijke archief van Miskotte (ca. 15 strekkende meter) wordt bewaard in de Universiteitsbibliotheek Leiden. In 1998 verscheen een inventaris van het archief.

## Leerstoel Miskotte/Breukelman
In 2012 werd de Miskotte/Breukelman-leerstoel voor de theologische hermeneutiek van de Bijbel in het leven geroepen aan de Protestantse Theologische Universiteit om het gedachtegoed van Miskotte te bestuderen en te actualiseren. Tot 7 mei 2019 werd deze leerstoel bekleed door prof. dr. R.H. Reeling Brouwer, die op genoemde datum afscheid nam met een rede onder de titel: 'Het onderwijs van Mozes en het onderwijs van de ekklesia.'